# Todos los muertos tienen la misma piel
Todos los muertos tienen la misma piel (título original en francés Les morts ont tous la même peau) es una novela del polifacético escritor francés Boris Vian, escrita  en 1947 y publicada con el seudónimo de Vernon Sullivan.
La novela cuenta la historia de Dan, un mulato de piel clara que ha logrado hacerse un lugar en la "sociedad de los hombres blancos", sin que estos conozcan sus orígenes. Su vida es perfecta hasta que un día un hombre negro que dice ser su medio hermano amenaza con desvelar sus verdaderas raíces. Ante esta amenaza, Dan decide asesinar a su hermano, lo que lo conduce a nuevos problemas y nuevos crímenes.
Esta obra forma parte de una serie de novelas escritas por Boris Vian bajo el seudónimo de Vernon Sullivan, entre las que también se encuentra J'irai cracher sur vos tombes (Escupiré sobre vuestra tumba).